# EMAL

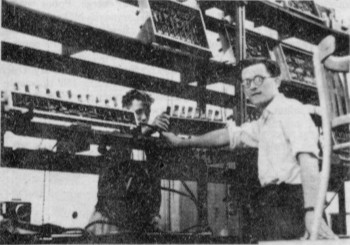
Uruchamianie komputera EMAL, po prawej Romuald Marczyński, za regałem W. Stachowiak

EMAL (EMAL-1, Elektronowa Maszyna Automatycznie Licząca) – doświadczalny komputer pierwszej generacji Romualda Marczyńskiego pod względem organizacyjnym wzorowany na angielskim EDSAC. Powstawał w Grupie Aparatów Matematycznych (GAM) Państwowego Instytutu Matematycznego w Warszawie w latach 1953–1955.
Podczas budowy wystąpiły poważne problemy z niezawodnością elementów. Komputer nie został w pełni uruchomiony, ale doświadczenie zostało wykorzystane przy budowie komputera EMAL-2, a pamięć po udoskonaleniu trafiła do komputera XYZ. EMAL-1 przestał istnieć z początkiem 1957 r.

## Dane
- typ: jednoadresowy, binarny komputer szeregowy, oparty na statycznych przerzutnikach lampowych (ponad tysiąc lamp)
- słowo: 39 lub 40[1] bitów
- pamięć operacyjna rtęciowa:
  - częstotliwość: 750 kHz
  - pojemność: 512 słów (2.4 lub 2.5 KiB)
  - liczba rur: 32
- szybkość: 
  - 1400–2000 dodawań/odejmowań na sekundę
  - 350–450 mnożeń na sekundę
  - 230 dzieleń na sekundę.